# Oswald Veblen
Oswald Veblen (ur. 24 czerwca 1880 w Decorah, stan Iowa, zm. 10 sierpnia 1960 w Brooklin, stan Maine) – amerykański matematyk pochodzenia norweskiego; profesor Uniwersytetu Princeton.
Wniósł duży wkład w rozwój geometrii różniczkowej. W 1905 udowodnił twierdzenie o krzywej Jordana.